# بمب؛ یک عاشقانه
بمب؛ یک عاشقانه فیلمی به کارگردانی و نویسندگی پیمان معادی و تهیه‌کنندگی احسان رسول‌اف، پیمان معادی و طرحی از مانی حقیقی محصول سال ۱۳۹۶ است.
فیلمنامه فیلم بمب، یک عاشقانه جایزه بهترین فیلمنامه را از جشنواره آسیا پاسیفیک در سال ۱۳۹۳ دریافت کرده است. النی کارایندرو، موسیقی‌ساز مطرح سینمای جهان، با حضور در پروژه بمب؛ یک عاشقانه، برای نخستین بار موسیقی یک فیلم از سینمای ایران را ساخته است. فیلم بمب؛ یک عاشقانه از ۱۵ مرداد ۱۳۹۸ در شبکه نمایش خانگی پخش شد.

## خلاصه داستان
در میانهٔ سال‌های جنگ و در اوج بمباران‌های تهران، روزگار با بیم و ترس می‌گذرد. اما عشق و دل‌دادگی و زندگی و امید، هراس ملموس مرگ را به فراموشی می‌سپارد؛ رفتگان در کلماتِ زندگان تکرار می‌شوند. مرگ، سؤال مطلق است و عشق، ابهام مکرر. «بمب؛ یک عاشقانه» با کورسوی امیدبخش زندگی کار دارد نه با سیاهی مطلق مرگ.

## بازیگران
| بازیگر          | نقش          | توضیحات                                 |
| --------------- | ------------ | --------------------------------------- |
| لیلا حاتمی      | میترا        | همسر ایرج/معلم خصوصی زبان               |
| پیمان معادی     | ایرج ذکایی   | همسر میترا/ناظم مدرسه                   |
| حبیب رضایی      | فتوحی        | ناظم مدرسه                              |
| سیامک انصاری    | دانش‌پسند     | مدیر مدرسه                              |
| بهادر مالکی     | عباس شیروانی | معلم ورزش                               |
| محمود کلاری     |              | پدر میترا                               |
| سیامک صفری      | مالکی        | پدر سعید                                |
| معصومه قاسمی‌پور |              | مادر سعید                               |
| ارشیا عبداللهی  | سعید مالکی   | دانش‌آموز و همسایه ایرج/عاشق دختر همسایه |
| نیوشا جهانی     | سمانه        | دختر همسایه                             |
| شهروز آقایی‌پور  | چگینی        | معلم مدرسه                              |
| سیامک ادیب      |              | خدمت‌گذار مدرسه                          |
| رامین پورایمان  | جلالی        | سرایدار آپارتمان ایرج                   |
| صبا گرگین پور   |              | دزد                                     |
| احسان عباسی     |              | همسایه ایرج                             |
| فاطمه مرتاضی    | پیرزن        | همسایه ایرج                             |
| باران معادی     |              | بازیگر خردسال                           |
| صدر علیمحمدی    |              | معلم تذکر دهنده                         |
| حسین رحمانی منش |              |                                         |

## نمایش
بمب؛ یک عاشقانه برای اولین بار از روز ۱۴ بهمن ماه ۱۳۹۶ (سوم فوریه ۲۰۱۸) در جشنواره فیلم فجر به نمایش درآمد. همچنین از اواسط پاییز ۱۳۹۷ به صورت گسترده در سینماهای ایران اکران شد. بمب یک عاشقانه در بخش جوایز سینمایی جشنواره آسیا پاسیفیک نیز حضور داشت. بمب؛ یک عاشقانه در نخستین حضور بین‌المللی خود، در جشنواره بین‌المللی فیلم بسفر در ترکیه، از روز پنجشنبه ۱۰ آبان ماه ۲۰۱۸ (۱ نوامبر ۲۰۱۸)، به نمایش درآمد. کانادا با جشنواره فیلم سینه ایران تورنتو، از روز یکشنبه ۲۷ آبان ماه ۱۳۹۷ (۱۸ نوامبر ۲۰۱۸)، میزبان فیلم بمب؛ یک عاشقانه بود.

## حضور در جشنواره‌ها و جوایز

### جشنواره‌ها

#### بین‌المللی
| سال    | کشور                           | رویداد                     | بخش جشنواره/نوع اکران | تاریخ اکران |
| ------ | ------------------------------ | -------------------------- | --------------------- | ----------- |
| ۲۰۱۴   | استرالیا                       | جوایز سینمایی آسیا پاسیفیک | مسابقه اصلی           | -           |
| ۲۰۱۸   | استرالیا                       | جوایز سینمایی آسیا پاسیفیک | مسابقه اصلی           | -           |
| ترکیه  | جشنواره بین‌المللی فیلم بسفر    | مسابقه بین‌المللی           | ۰۱ نوامبر ۲۰۱۸        |             |
| کانادا | جشنواره فیلم سینه ایران تورنتو | مسابقه اصلی                | ۱۸ نوامبر ۲۰۱۸        |             |

#### داخلی
| سال  | جشنواره                         |
| ---- | ------------------------------- |
| ۱۳۹۶ | جشنواره فیلم فجر                |
| ۱۳۹۷ | جشن منتقدان و نویسندگان سینمایی |

### جوایز
| سال       | جشنواره                                        | بخش                           | نامزد                               | نتیجه    | جایزه                    |
| --------- | ---------------------------------------------- | ----------------------------- | ----------------------------------- | -------- | ------------------------ |
| ۲۰۱۴      | هشتمین دوره جوایز سینمایی آسیا پاسیفیک         | بهترین طرح فیلمنامه           | پیمان معادی                         | برنده    | لوح طلایی+کمک هزینه ساخت |
| ۱۳۹۶      | سی و ششمین دوره جشنواره فیلم فجر               | بهترین فیلم                   | احسان رسول اف و پیمان معادی         | نامزدشده | سیمرغ بلورین             |
| ۱۳۹۶      | سی و ششمین دوره جشنواره فیلم فجر               | بهترین بازیگر نقش مکمل مرد    | سیامک انصاری                        | نامزدشده | سیمرغ بلورین             |
| ۱۳۹۶      | سی و ششمین دوره جشنواره فیلم فجر               | بهترین فیلمنامه               | پیمان معادی                         | نامزدشده | سیمرغ بلورین             |
| ۱۳۹۶      | سی و ششمین دوره جشنواره فیلم فجر               | بهترین فیلمبرداری             | محمود کلاری                         | نامزدشده | سیمرغ بلورین             |
| ۱۳۹۶      | سی و ششمین دوره جشنواره فیلم فجر               | بهترین موسیقی متن             | النی کاریندرو                       | نامزدشده | سیمرغ بلورین             |
| ۱۳۹۶      | سی و ششمین دوره جشنواره فیلم فجر               | بهترین جلوه‌های ویژه بصری      | محمد لطفعلی                         | نامزدشده | سیمرغ بلورین             |
| ۱۳۹۶      | سی و ششمین دوره جشنواره فیلم فجر               | بهترین جلوه‌های ویژه میدانی    | عباس شوقی                           | نامزدشده | سیمرغ بلورین             |
| ۱۳۹۶      | سی و ششمین دوره جشنواره فیلم فجر               | بهترین طراحی صحنه             | محسن شاه ابراهیمی                   | نامزدشده | سیمرغ بلورین             |
| ۱۳۹۶      | سی و ششمین دوره جشنواره فیلم فجر               | بهترین طراحی لباس             | سارا خالدی زاده                     | برنده    | سیمرغ بلورین             |
| ۱۳۹۶      | سی و ششمین دوره جشنواره فیلم فجر               | بهترین صدابرداری              | ایرج شهزادی                         | نامزدشده | سیمرغ بلورین             |
| ۱۳۹۶      | سی و ششمین دوره جشنواره فیلم فجر               | جایزه ویژه هیئت داوران        | پیمان معادی                         | برنده    | سیمرغ بلورین             |
| ۲۰۱۸/۱۳۹۷ | ششمین دوره جشنواره فیلم بسفر                   | بهترین کارگردانی              | پیمان معادی                         | برنده    | دلفین نقره ای            |
| ۲۰۱۸/۱۳۹۷ | چهارمین دوره جشنواره فیلم سینه ایران تورنتو    | بهترین فیلم از نگاه تماشاگران | پیمان معادی                         | برنده    | لوح تقدیر                |
| ۲۰۱۸/۱۳۹۷ | دوازدهمین دوره جوایز سینمایی آسیا پاسیفیک      | بهترین فیلمنامه               | پیمان معادی                         | نامزدشده | لوح تقدیر                |
| ۲۰۱۸/۱۳۹۷ | دوازدهمین دوره جوایز سینمایی آسیا پاسیفیک      | بهترین موسیقی متن             | النی کاریندرو                       | نامزدشده | لوح تقدیر                |
| ۲۰۱۸/۱۳۹۷ | دوازدهمین دوره جشن منتقدان و نویسندگان سینمایی | بهترین فیلم                   | پیمان معادی و احسان رسول اف         | نامزدشده | جایزه اصلی               |
| ۲۰۱۸/۱۳۹۷ | دوازدهمین دوره جشن منتقدان و نویسندگان سینمایی | بهترین کارگردانی              | پیمان معادی                         | نامزدشده | جایزه اصلی               |
| ۲۰۱۸/۱۳۹۷ | دوازدهمین دوره جشن منتقدان و نویسندگان سینمایی | بهترین فیلمنامه               | پیمان معادی                         | نامزدشده | جایزه اصلی               |
| ۲۰۱۸/۱۳۹۷ | دوازدهمین دوره جشن منتقدان و نویسندگان سینمایی | بهترین بازیگر نقش اول زن      | لیلا حاتمی                          | نامزدشده | جایزه اصلی               |
| ۲۰۱۸/۱۳۹۷ | دوازدهمین دوره جشن منتقدان و نویسندگان سینمایی | بهترین بازیگر نقش مکمل مرد    | سیامک انصاری                        | نامزدشده | جایزه اصلی               |
| ۲۰۱۸/۱۳۹۷ | دوازدهمین دوره جشن منتقدان و نویسندگان سینمایی | بهترین موسیقی متن             | النی کاریندرو                       | نامزدشده | جایزه اصلی               |
| ۲۰۱۸/۱۳۹۷ | دوازدهمین دوره جشن منتقدان و نویسندگان سینمایی | بهترین طراحی صحنه و لباس      | سارا خالدی زاده و محسن شاه ابراهیمی | نامزدشده | جایزه اصلی               |
| ۲۰۱۸/۱۳۹۷ | دوازدهمین دوره جشن منتقدان و نویسندگان سینمایی | بهترین مهندسی صدا             | ایرج شهزادی                         | نامزدشده | جایزه اصلی               |
| ۱۳۹۸      | بیست و یکمین جشن سینمای ایران                  | بهترین بازیگر نقش مکمل مرد    | سیامک انصاری                        | نامزدشده | تندیس زرین               |